# Élections législatives camerounaises de 2013
Les élections législatives camerounaises de 2013 se déroulent le 30 septembre 2013, en même temps que les élections municipales. 
Sans surprise, elles sont largement remportées par le Rassemblement démocratique du peuple camerounais.

## Mode de scrutin
L'Assemblée nationale est la chambre basse du parlement bicaméral du Cameroun. Elle est composée de 180 sièges pourvus pour cinq ans selon un mode de scrutin mixte alliant scrutin uninominal majoritaire à un tour et Scrutin de liste majoritaire avec listes bloquées et une dose de proportionnelle.
Le pays est ainsi découpé en quarante-neuf circonscriptions d'un ou plusieurs sièges. Les différents partis proposent dans chacune d'elles des listes comportant autant de candidats que de sièges à pourvoir. 
Dans les circonscriptions uninominales, le candidat ayant recueilli le plus de voix est élu à la majorité relative. Dans les circonscriptions plurinominales, par contre, seule une liste ayant recueilli la majorité absolue des voix remporte la totalité des sièges. Si aucune liste n'atteint ce seuil, la liste arrivée en tête reçoit la moitié des sièges — arrondie à l'unité supérieure si besoin — et l'autre moitié est répartie entre les listes restantes ayant franchi un seuil électoral de 5 %, la répartition se faisant à la méthode du plus fort reste avec quotient de Hare. Les listes sont bloquées, ni le vote préférentiel ni le panachage n'étant autorisés.

## Résultats
|                          |                                                                             |           |       |      |        |               |  |  |  |  |  |  |  |  |
| Parti                    | Parti                                                                       | Voix      | %     | +/-  | Sièges | +/-           |  |  |  |  |  |  |  |  |
|                          | Rassemblement démocratique du peuple camerounais (RDPC)                     | 2 555 689 | 63,52 | 3,78 | 148    | 5             |  |  |  |  |  |  |  |  |
|                          | Front social démocrate (FSD)                                                | 508 901   | 12,65 | 0,95 | 18     | 2             |  |  |  |  |  |  |  |  |
|                          | Union nationale pour la démocratie et le progrès (UNDP)                     | 478 503   | 11,89 | 0,51 | 5      | 1             |  |  |  |  |  |  |  |  |
|                          | Mouvement pour la renaissance du Cameroun (MRC)                             | 142 620   | 3,54  | Nv   | 1      | 1             |  |  |  |  |  |  |  |  |
|                          | Union démocratique du Cameroun (UDC)                                        | 71 926    | 1,79  | 0,40 | 4      | en stagnation |  |  |  |  |  |  |  |  |
|                          | Union des populations du Cameroun (UPC)                                     | 68 949    | 1,71  | 0,33 | 3      | 3             |  |  |  |  |  |  |  |  |
|                          | Alliance nationale pour la démocratie et le progrès (ANDP)                  | 34 338    | 0,85  | 0,26 | 0      | en stagnation |  |  |  |  |  |  |  |  |
|                          | Mouvement pour la défense de la République (MDR)                            | 32 218    | 0,80  | 0,73 | 1      | 1             |  |  |  |  |  |  |  |  |
|                          | Front pour le salut national du Cameroun (FSNC)                             | 28 339    | 0,70  | Nv   | 0      | en stagnation |  |  |  |  |  |  |  |  |
|                          | Parti d'action populaire (PAP)                                              | 18 589    | 0,46  | Nv   | 0      | en stagnation |  |  |  |  |  |  |  |  |
|                          | Mouvement africain pour la nouvelle indépendance et la démocratie (MANIDEM) | 15 771    | 0,39  | Nv   | 0      | en stagnation |  |  |  |  |  |  |  |  |
|                          | Mouvement progressiste (MP)                                                 | 14 126    | 0,35  | 0,22 | 0      | 1             |  |  |  |  |  |  |  |  |
|                          | Les patriotes démocrates pour le développement du Cameroun (PADDEC)         | 10 386    | 0,26  | Nv   | 0      | en stagnation |  |  |  |  |  |  |  |  |
|                          | Mouvement citoyen national du Cameroun (MCNC)                               | 8 130     | 0,20  | Nv   | 0      | en stagnation |  |  |  |  |  |  |  |  |
|                          | Mouvement pour la Démocratie et le Progrès (MDP)                            | 5 574     | 0,14  | 0,01 | 0      | en stagnation |  |  |  |  |  |  |  |  |
|                          | Alliance pour la démocratie et le développement (ADD)                       | 4 487     | 0,11  | 0,75 | 0      | en stagnation |  |  |  |  |  |  |  |  |
|                          | Mouvement pour la libération et le développement du Cameroun (MLDC          | 4 481     | 0,11  | 0,08 | 0      | en stagnation |  |  |  |  |  |  |  |  |
|                          | Peuple uni pour la rénovation sociale (PURS)                                | 4 086     | 0,10  | Nv   | 0      | en stagnation |  |  |  |  |  |  |  |  |
|                          | Bloc pour la reconstruction et l'indépendance économique du Cameroun (BRIC) | 3 421     | 0,09  | Nv   | 0      | en stagnation |  |  |  |  |  |  |  |  |
|                          | Action pour la méritocratie et l'égalité des chances (AMEC)                 | 3 088     | 0,08  | 0,06 | 0      | en stagnation |  |  |  |  |  |  |  |  |
|                          | Parti des démocrates camerounais (PDC)                                      | 2 277     | 0,06  | N/a  | 0      |               |  |  |  |  |  |  |  |  |
|                          | Union des forces démocratiques du Cameroun (UFDC)                           | 1 608     | 0,04  | 0,01 | 0      | en stagnation |  |  |  |  |  |  |  |  |
|                          | Front uni du Cameroun (FUC)                                                 | 1 481     | 0,04  | 0,03 | 0      | en stagnation |  |  |  |  |  |  |  |  |
|                          | Onction pour la paix et le développement du Cameroun (OPDC)                 | 1 244     | 0,03  | Nv   | 0      | en stagnation |  |  |  |  |  |  |  |  |
|                          | Front patriotique et républicain (FPR)                                      | 994       | 0,02  | Nv   | 0      | en stagnation |  |  |  |  |  |  |  |  |
|                          | Congrès national camerounais (CNC)                                          | 766       | 0,02  | Nv   | 0      | en stagnation |  |  |  |  |  |  |  |  |
|                          | Parti démocratique uni (UDP)                                                | 685       | 0,02  | Nv   | 0      | en stagnation |  |  |  |  |  |  |  |  |
|                          | Parti socialiste unifié (PSU)                                               | 380       | 0,01  | 0,01 | 0      | en stagnation |  |  |  |  |  |  |  |  |
|                          | Mouvement national pour le progrès du Cameroun (MNPC)                       | 236       | 0,01  | 0,05 | 0      | en stagnation |  |  |  |  |  |  |  |  |
|                          |                                                                             |           |       |      |        |               |  |  |  |  |  |  |  |  |
| Votes valides            | Votes valides                                                               | 4 023 293 | 95,59 |      |        |               |  |  |  |  |  |  |  |  |
| Votes blancs et nuls     | Votes blancs et nuls                                                        | 185 503   | 4,41  |      |        |               |  |  |  |  |  |  |  |  |
| Total                    | Total                                                                       | 4 208 796 | 100   | –    | 180    | en stagnation |  |  |  |  |  |  |  |  |
| Abstentions              | Abstentions                                                                 | 1 272 430 | 23,21 |      |        |               |  |  |  |  |  |  |  |  |
| Inscrits / participation | Inscrits / participation                                                    | 5 481 226 | 76,79 |      |        |               |  |  |  |  |  |  |  |  |

## Analyse
Les résultats sont annoncés le 17 octobre. Le Rassemblement démocratique du peuple camerounais remporte largement ces élections en obtenant 148 sièges sur 180, mais 5 de moins qu'aux précédentes élections.
Le Front social démocrate reste le principal parti d'opposition, avec 18 sièges. L'Union des populations du Cameroun (3 sièges), le Mouvement pour la Renaissance du Cameroun (1) et le Mouvement pour la défense de la République (1) font leur entrée ou retour à l'Assemblée.